# 焦尾琴
焦尾琴，中国古代四大名琴之一。据传为汉代末期蔡邕所製之琴，据《后汉书·蔡邕列传》记载：“吴人有烧桐以爨者，邕闻火烈之声，知其良木，因请而裁为琴，果有美音，而其尾犹焦，故时人名曰‘僬尾琴’焉。”汉末，蔡邕遇害后，焦尾琴保存在皇家内库。据说齐明帝在位时，曾取出焦尾琴请古琴高手王促雄弹奏。王仲雄连续弹奏了五天，并即兴创作了《懊恼曲》献给明帝。明朝年间，昆山人王逢年还收藏着蔡邕制造的焦尾琴。